# Co gryzie panią L?
Co gryzie Panią L? – trzeci album Lanberry wydany 23 października 2020 roku nakładem wytwórni Universal Music Polska.
Na płycie znalazło się 11 utworów, w tym dotychczasowe single Lanberry (Zew, Tracę, Plan awaryjny). Za produkcję muzyczną płyty odpowiadają Bartosz Dziedzic, Patryk Kumór, Dominik Buczkowski, Maciej Wasio, Dry Skull, Paweł Krawczyk oraz znani z grupy Linia Nocna Mikołaj Trybulec i Mimi Wydrzyńska.

## Lista utworów
1. Plan awaryjny - 3:37
2. Tylko tańczę - 3:13
3. Kamikadze - 3:06
4. Tracę - 3:13
5. Nocny sport - 3:08
6. Usłysz mnie - 3:53
7. Mirabelki - 3:34
8. Pustosłów - 3:00
9. Bez końca - 3:16
10. Zew - 2:53
11. Zimowy sen - 3:23